# Theo Wijnen
Theo Wijnen (Someren, 1931) is een Nederlands pianist. In de jaren zestig nam hij een aantal platen op onder de artiestennaam Roy Dennis.
Hij was 40 jaar lang pianist in het Amstel Hotel in Amsterdam.

## Biografie
Wijnen volgde vanaf 1947 het Conservatorium van Amsterdam en studeerde piano, een studie van 7 jaar die werd afgerond met een solisten diploma. Hij was leerling van Willem Andriessen.  Intussen ging hij in 1951 spelen in het Apollo Paviljoen van het Apollo Hotel Amsterdam. In 1958 begon hij zijn carrière als pianist in het Amstel Hotel. Hij bracht een aantal platen uit onder zijn artiestennaam Roy Dennis met het Roy Dennis Combo waarin speelden Tony van Hulst (gitaar), Ger Daalhuisen (contrabas) en Kees Kranenburg (slagwerk). Begin jaren negentig ging het Amstel Hotel dicht voor een verbouwing en Wijnen verhuisde naar Hotel Des Indes in Den Haag. Later keerde hij terug naar het Amstel Hotel. Wijnen is ook twintig jaar als organist gebonden geweest aan een kerk in Amsterdam.

## Discografie

### Roy Dennis Combo
- 1964: Dankers Party Music (EP)
- Dankers Party Music Volume 2 (LP Album)
- Dankers Party Music 3 (LP album)
- 1967: Dankers Musical Party (LP Album)
- 1968: Dankers Party Music 5 (LP Album)
- 1970: Party Disk (LP Album)
- 1971: Disko Party (LP Album)

### Theo Wijnen
- 1985: Its My Pleasure (LP Album)